# Fortunato Gori
Fortunato Gori, noto anche come Affortunato Gori o Affortunato Gory (Firenze, 1869 circa – Parigi, 1925) è stato uno scultore italiano, esponente di spicco dell'art nouveau e art déco.

## Biografia
Nacque nell'area di Firenze attorno agli anni '70 dell'Ottocento, forse dalla famiglia pratese di Ireneo Gori e Teresa Mati che ebbe cinque figli (Martino Alfonso, Fortunato, Maria Affortunata, Olinto, Saul). Gori iniziò la propria formazione all'Accademia di belle arti di Firenze con Augusto Rivalta. Già dal luglio 1900 risulta, nel capoluogo toscano, depositario di varie opere e intestatario dello Studio di scultura Gori F., presso il quale lavorò anche Ezio Ceccarelli. Si trasferì presto a Parigi, ove fu allievo del celebre scultore Victorien Bastet (1852-1905).
Nella capitale francese espose al Salon des Beaux Arts della Société des Artistes Français, in particolare alle esposizioni del 1902 e poi del 1904, 1905 (presso la quale risultava avere sede in Rue Bourg-l’Abbé 3), 1912 (con sede in Avenue de la République 51), 1914 e del 1923.
Dopo un primo periodo influenzato dallo stile neoclassico italiano, nel corso della sua carriera fu autore di numerose statuette in stile art nouveau e art déco in bronzo, marmo, avorio, alabastro, zinco e ceramica. Particolarità frequente nel suo stile, l'utilizzo composito di differenti materiali nelle proprie sculture: lapidei per il corpo della statua (in particolare marmo e alabastro) e metallici per le vesti (in particolare bronzo). Alcune delle sue opere furono fatte produrre in fusione presso la Ame Usines Vojave Company di Bruxelles.
Attivo almeno dal 1895, e conosciuto anche col nome di Affortunato e il cognome Gory, pseudonimi utilizzati dopo il trasferimento in Francia, morì a Parigi nel 1925.
Sue opere sono state battute dalle principali case d'asta del mondo, la più costosa della quale, una delle varie versioni della sua Danzatrice orientale, è stata venduta a poco più di 80 000 dollari da Sotheby's nel 2019. Sue opere sono presenti in collezioni private e pubbliche, fra le quali quella del Musée du Château Dufresne in Canada e il Musée Louis Senlecq in Francia.